# Episodi di Alex & Co. (prima stagione)
La prima stagione di Alex & Co è stata trasmessa dall'11 al 27 maggio 2015 su Disney Channel. 
| n° | Titolo                                   | Prima TV Italia |
| -- | ---------------------------------------- | --------------- |
| 1  | Il primo giorno - The First Day          | 11 maggio 2015  |
| 2  | La stanza proibilta - The Forbidden Room | 12 maggio 2015  |
| 3  | La Band - The Band                       | 13 maggio 2015  |
| 4  | Il Segreto - The Secret                  | 14 maggio 2015  |
| 5  | Il Talent - The Talent                   | 15 maggio 2015  |
| 6  | Il Video - The Video                     | 18 maggio 2015  |
| 7  | Il Compleanno - The Birthday             | 19 maggio 2015  |
| 8  | Il Contratto - The Contract              | 20 maggio 2015  |
| 9  | La Verità - The Truth                    | 21 maggio 2015  |
| 10 | La Scelta - The Choice                   | 22 maggio 2015  |
| 11 | Il Festival - The Festival               | 25 maggio 2015  |
| 12 | La Sorpresa - The Surprise               | 26 maggio 2015  |
| 13 | L'Addio - The Farewell                   | 27 maggio 2015  |

## 1º Episodio - Il primo giorno

### Trama
II tre amici, Alex, Nicole e Christian, iniziano il loro percorso al liceo con grandi aspettative, convinti che la nuova scuola sarà un'esperienza semplice e divertente. Tuttavia, si rendono presto conto che il liceo che frequentano è molto più severo di quanto avessero immaginato. 
Durante le prime settimane, i ragazzi incontrano Emma, una ragazza affascinante di cui Alex si innamora perdutamente. Emma sembra ricambiare i sentimenti di Alex, ma Nicole, amica d'infanzia di Alex, si sente delusa poiché anche lei è innamorata di lui. La situazione si complica ulteriormente quando i cinque amici fanno la conoscenza dei bulli Tom e Barto, insieme alla reginetta Linda e alle sue leccapiedi, Rebecca e Shamanta. Linda sviluppa un interesse per Christian, nonostante sia già fidanzata con Tom. Tuttavia, Christian non è interessato a intraprendere una relazione con lei.
La tensione aumenta quando Linda organizza uno scherzo che porta i ragazzi a finire in una misteriosa stanza. Questo evento segna un punto di svolta nelle loro vite, costringendoli a confrontarsi con le proprie emozioni e le dinamiche delle relazioni interpersonali in un contesto scolastico complesso.

## 2º Episodio - La stanza Probita

### Trama
Alex e i suoi amici si avventurano nella parte vecchia della scuola, un'area vietata agli studenti. Inizialmente attratti dalla curiosità, i ragazzi scoprono un ambiente misterioso e affascinante, ricco di segreti. Mentre esplorano, vengono a conoscenza di una stanza segreta che promette di rivelare sorprese inaspettate.
Tuttavia, la loro intrusione non passa inosservata. La custode Nina li sorprende, ma decide di lasciarli andare, suscitando il sospetto di Tom, Linda e Barto, i bulli della scuola. Nel frattempo, la loro insegnante di letteratura, il Professor Belli, utilizza metodi didattici poco convenzionali che non sono ben visti dal severo Professor Strozzi e dal preside Ferrari. La tensione aumenta quando Strozzi teme che Belli possa compromettere la reputazione della scuola.
Mentre i ragazzi tornano alla stanza segreta, Alex scopre che Emma è interessata a lui, ma Nicole, innamorata di Alex da tempo, inizia a nutrire dubbi su Emma e sulla sua vera identità. La situazione si complica ulteriormente quando emergono gelosie e rivalità tra i personaggi.

## 3º Episodio - La Band

### Trama
Alex e i suoi amici scoprono che il professor Belli, il loro insegnante di letteratura, suona il pianoforte nella loro stanza segreta. I ragazzi, ispirati dalla sua passione per la musica, decidono di formare una band e iniziano a sognare di esibirsi insieme. 
Mentre si preparano per questa nuova avventura musicale, Nicole fa una scoperta sconvolgente: Emma è in realtà la figlia del preside Ferrari. Nonostante la tentazione di rivelare questa informazione a Alex, Nicole promette a Emma di mantenere il segreto, temendo che la verità possa compromettere la loro amicizia e l'interesse di Alex per Emma. 
La situazione si complica ulteriormente quando Nicole inizia a interrogarsi sui veri sentimenti di Emma e sul suo ruolo nel gruppo. I ragazzi si ritrovano così a dover affrontare non solo le sfide della musica, ma anche le complicate dinamiche delle loro relazioni interpersonali.

## 4º Episodio - Il Segreto

### Trama
Il preside Ferrari sequestra il telefono di Linda dopo aver scoperto che stava utilizzando il dispositivo in modo inappropriato. Per vendicarsi, Linda minaccia Emma, rivelandole che svelerà a tutta la scuola la verità sulla sua identità, ovvero che è la figlia del preside, se non le restituisce il telefono. Emma, spaventata dalle conseguenze, rifiuta di cedere al ricatto. In un gesto provocatorio, Linda pubblica una foto compromettente di Emma e del preside nella chat della scuola, scatenando il caos tra gli studenti. 
La situazione si complica ulteriormente quando Alex e i suoi amici si trovano coinvolti nel dramma, costringendoli a riflettere sui legami di fiducia e sull'importanza dell'amicizia. Questo episodio mette in luce le tensioni tra i personaggi e le sfide che devono affrontare per mantenere i loro segreti e le loro relazioni.

## 5º Episodio - Il Talento

### Trama
Nicole si sente in colpa per non aver rivelato subito ad Alex che Emma è la figlia del preside. Quando Alex scopre la verità, si arrabbia con Nicole, creando tensioni tra di loro. Per cercare conforto, Alex si rifugia nel loro posto segreto, dove ha l'opportunità di chiarire i suoi sentimenti con Emma. Nel frattempo, Sam appare strano: arriva tardi a scuola e si addormenta in classe.
I ragazzi scoprono che lavora part-time come giardiniere per aiutare la sua famiglia, che vive in condizioni difficili. Questo porta il gruppo a unirsi per supportarlo nel giardinaggio, rafforzando così il loro legame. Alla fine dell'episodio, Alex e Nicole riescono a fare pace, mentre il gruppo si impegna a sostenere Sam nella sua situazione. La trama mette in evidenza le sfide personali e le dinamiche di amicizia tra i protagonisti.

## 6º Episodio - Il Video

### Trama
Alex e i suoi amici decidono di girare il loro primo video musicale al parco, utilizzando la canzone "Music Speaks". Mentre filmavano, Alex è entusiasta del progetto e spera che il video possa farli conoscere. Dopo aver montato il video, lo pubblicano online, ottenendo un successo immediato e sorprendendo tutti, compresi i bulli della scuola. Tuttavia, Linda scopre che sono stati loro a cantare e decide di usare questa informazione a suo favore.
Nel frattempo, Emma riceve una misteriosa telefonata che la preoccupa. Quando Alex si prepara per un appuntamento con Emma, si avvicina a lei con dei fiori, ma rimane scioccato nel trovarla insieme a un fidanzato di cui nessuno era a conoscenza. Questo incontro inaspettato lascia Alex confuso e deluso, mentre il gruppo deve affrontare le conseguenze del loro successo e le complicazioni nelle loro relazioni.

## 7º Episodio - Il Compleanno

### Trama
Alex è deluso e triste dopo aver scoperto che Emma ha un fidanzato. Nicole cerca di consolarlo, ma anche lei è afflitta dai suoi sentimenti per Alex. Nel frattempo, si avvicina il compleanno di Nicole, e i suoi amici decidono di organizzare una sorpresa per lei. Linda, tuttavia, cerca di sabotare i piani e competere con Nicole per la presidenza del consiglio studentesco.
Durante i preparativi, emergono tensioni tra i membri del gruppo, mentre Linda approfitta della situazione per esporre il segreto della band al preside Ferrari. Quando arriva il giorno della festa, gli amici di Nicole riescono a sorprenderla con un evento speciale, ma la tensione tra Linda e Nicole continua a crescere. Alla fine, nonostante le complicazioni, il gruppo si riunisce per festeggiare e riflettere sull'importanza dell'amicizia e del supporto reciproco in un momento difficile.

## 8º Episodio - Il Contratto

### Trama
Alex, Nicole, Sam, Christian ed Emma hanno la possibilità di firmare un contratto discografico. L'entusiasmo è palpabile, ma ci sono complicazioni: Nina, la migliore amica di Emma, si finge madre di quest'ultima durante l'incontro con i rappresentanti della casa discografica. Tuttavia, i genitori di Alex non possono essere presenti all'incontro perché sono impegnati a premiare il fratello maggiore all'università.
Mentre il gruppo è entusiasta della proposta, emergono tensioni e dubbi riguardo alla decisione di firmare. Alex si chiede se sia davvero pronto a intraprendere questa nuova avventura e a gestire le responsabilità che ne deriverebbero. Il gruppo deve affrontare le proprie ambizioni e le relazioni interpersonali mentre valutano l'importanza di rimanere uniti e autentici nella loro musica.

## 9º Episodio - La Verità

### Trama
I ragazzi si trovano in una situazione sempre più pericolosa nel loro posto segreto, specialmente con il professor Belli che li insegue. Per sfuggire, decidono di utilizzare una "porta del retro", che si rivela essere la porta antipanico della stanza. Riescono a tornare a scuola giusto in tempo per evitare di essere scoperti dal professor Strozzi, noto come "Professor Scorpione".
Tuttavia, Belli lascia indietro un foulard, un segno del suo passaggio. Quando se ne accorge, è ormai troppo tardi per recuperarlo. Questo foulard diventa un indizio che Strozzi usa per scoprire che Belli è stato nei pressi della scuola. La situazione si complica ulteriormente mentre i ragazzi devono affrontare le conseguenze delle loro azioni e il rischio di essere scoperti, mettendo alla prova la loro amicizia e determinazione a mantenere i segreti. 

## 10º Episodio - La Scelta

### Trama
Nel decimo episodio di Alex & Co., intitolato "La Scelta", dopo il bacio alla festa, Alex e Nicole smettono di parlarsi. Alex, confuso, ignora di aver baciato Nicole invece di Emma, poiché entrambe indossavano lo stesso costume. Durante le elezioni per la rappresentante d'istituto, Nicole vince contro Linda e inizia a pianificare i suoi progetti, come borse di studio e miglioramenti per la mensa. Tuttavia, Sam, infastidito dal bacio tra Alex e Nicole, è arrabbiato e sta per rivelarle i suoi sentimenti, ma viene interrotto dalla professoressa di matematica. 
Il preside Ferrari è preoccupato per la posizione della scuola nella classifica dei licei e avvisa il professor Strozzi riguardo a un'ispezione imminente. I ragazzi tornano nella parte vecchia della scuola senza sapere di essere osservati da Linda e le sue amiche. Mentre si allenano nella stanza segreta con Belli, Alex ha un'ispirazione per una nuova canzone. Quando Belli si rende conto di aver dimenticato un foulard nel posto segreto e torna a prenderlo, Strozzi lo scopre con i ragazzi, portando a una situazione tesa che mette a rischio il loro segreto. 

## 11º Episodio - Il Festival

### Trama
Nel decimo episodio di Alex & Co., intitolato "La Scelta", il professor Belli viene licenziato, lasciando la scuola in uno stato di tristezza. Alex si ribella al professor Strozzi, che tiene le lezioni al posto di Belli e lo manda fuori dalla classe come punizione. Nel frattempo, il preside Ferrari riceve notizie preoccupanti: Strozzi sarà il nuovo preside l'anno prossimo. Sam e Nicole chiariscono la loro amicizia, mentre Alex ha un acceso confronto con i suoi genitori, accusandoli di non essere mai presenti. 
I ragazzi si preparano per il Flash Rock Festival e incontrano Belli nel parco, chiedendogli scusa per il suo licenziamento. Belli li incoraggia a partecipare al festival, condividendo la sua esperienza passata con la musica. Emma, però, decide di non partecipare per ottenere il consenso del padre. Durante le iscrizioni, Linda ostacola Nicole, ma i "Sound Aloud" riescono a registrarsi.
Nicole esita a salire sul palco, ma alla fine cede e sorprende Alex. Sam fa suonare una canzone incompleta di Alex per avvicinarli. Mentre cantano, Alex e Nicole si rendono conto dei loro sentimenti reciproci. Alla fine della performance, i genitori di Alex lo supportano nel suo sogno musicale e Alex confessa a Nicole di essersi innamorato di lei.

## 12º Episodio - La Sorpresa

### Trama
Nel dodicesimo episodio di Alex & Co., intitolato "La Sorpresa", il preside Ferrari cerca di nascondere a Emma una lettera che comunica il suo imminente licenziamento. Emma, arrabbiata per non aver potuto partecipare al Flash Rock Festival, legge la lettera di nascosto e scopre che l'unico modo per mantenere suo padre come preside è vincere la gara interscolastica. Determinata, promette di aiutarlo.
Nicole e Alex discutono dei loro sentimenti e Nicole si preoccupa di nasconderli ad Emma. Nel frattempo, Nicole informa Sam della disponibilità di quattro borse di studio. Durante la gara, il Melsher Institute avanza al turno successivo, ma affronta il temuto "Centro educativo Fractalia". Strozzi sceglie Samantha e Linda per la squadra, una decisione rischiosa.
Dopo un errore di Linda, il Melsher deve affrontare gli spareggi. Alex decide di sostituire Sam e risponde correttamente a tutte le domande, portando alla vittoria della scuola. Tuttavia, Linda tenta di sabotare Sam rubando la sua domanda per la borsa di studio. Alla fine, Alex dedica la vittoria a Belli e chiude pacificamente il suo rapporto con Emma, mentre Nicole si allontana triste dopo aver sentito Alex esprimere i suoi sentimenti.

## 13º Episodio - L'Addio

### Trama
Nel tredicesimo episodio di Alex & Co., intitolato "L'Addio", Alex teme di avvicinarsi a Nicole, preoccupato di rovinare la loro amicizia. I ragazzi scoprono che Linda e le sue amiche hanno distrutto la domanda per la borsa di studio di Sam, cercando di ostacolarne la permanenza al Melsher. Nicole decide di recuperare la domanda, ma Samantha rivela accidentalmente il piano. Alex propone un concerto di beneficenza per raccogliere fondi e aiutare Sam.
Intanto, il preside Ferrari riceve conferma del suo incarico, mentre i ragazzi si preparano per il concerto. Linda tenta di sabotare Nicole, rinchiudendola nel camerino. Nicole riesce a scappare, ma viene bloccata da Linda, che le ruba un tacco. Alex la aiuta a recuperarlo, ma entrambi vengono intrappolati nel condotto dell’aria.Mentre Christian cerca Nicole e Alex, Emma e Sam intrattengono il pubblico. Alla fine, Alex e Nicole si baciano e riconoscono i loro sentimenti. 
Con il gruppo riunito sul palco, Ferrari annuncia un nuovo spazio musicale per la scuola e il ritorno del professor Belli. I "Sound Aloud" si esibiscono con "Music Speaks", chiudendo l'anno in bellezza. 